# Ольховка (Торопецкий район)
Ольхо́вка — деревня в Торопецком районе Тверской области. Входит в состав Реча́нского сельского поселения.

## География
Деревня расположена в 8 км к северо-западу от районного центра Торо́пец. Расстояние по автодорогам: до Торопца — 10 км, до Речан — 4 км.

## Этимология
Название деревни образовано от слов ольха, олешник, то есть по породе дерева. Сложный суффикс -овк- типичен для оформления топонимов, образованных от географических аппеллятивов.

## История
В списке населённых мест Торопецкого уезда Псковской губернии за 1885 год значится деревня Ольховка. Имела 4 двора и 39 жителей (16 мужчин и 23 женщины).

## Население
| 2010 |
| ---- |
| 40   |

национальный состав
Согласно результатам переписи 2002 года, в национальной структуре населения русские составляли  98% от жителей.